# MV Walla Walla
MV Walla Walla je trajekt třídy Jumbo, který provozují Washington State Ferries.
Poté, co byla nahrazena na trase Seattle-Winslow trajekty třídy Jumbo Mark II, tak sloužila jako záskok na trasách Seattle-Bremerton a Edmonds-Kingston při opravě některého z regulérních plavidel. Nyní je opět regulérním plavidlem na trase Seattle-Bremerton.